# 로만 프로타세비치

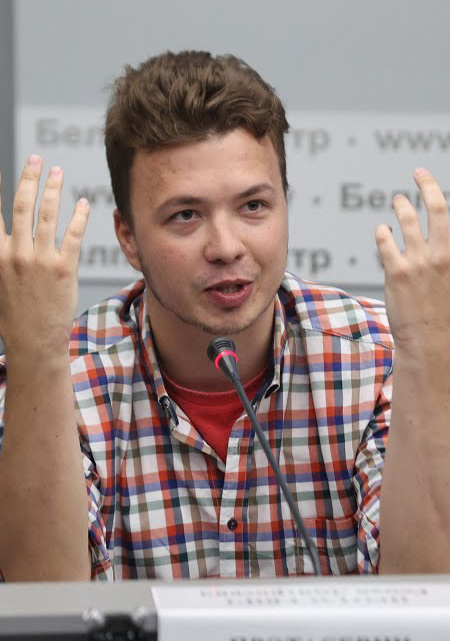

로만 프로타세비치(Роман Протасевич, 1995년 5월 5일 ~ )는 벨라루스의 블로거이자 정치 운동가이다. 텔레그램 채널 넥스타의 편집장이자 텔레그램 채널 "벨라루스 오브 더 브레인"(Belarus of the Brain, 러시아어: Беларусь головного мозга)의 편집장이었다.
프로타세비치와 소피아 사페가는 2021년 5월 23일 벨로루스 대통령 알렉산드르 루카셴코의 명령에 따라 벨로루스 항공 교통 관제소가 전달한 허위 폭탄 위협으로 인해 이들의 비행편인 라이언에어 4978편이 민스크로 우회한 후 벨로루스 당국에 의해 체포되었다. 2023년 5월 3일 징역 8년을 선고받았다. 그러나 5월 22일 프로타세비치가 사면됐다고 발표됐다.

## 참고 문헌
- Higgins, Andrew; Kramer, Andrew E. (2021년 5월 25일). “Roman Protasevich: A Belarus Activist Who 'Refused to Live in Fear'”. 《The New York Times》. 2021년 5월 26일에 확인함.
- Vigdor, Neil; Nechepurenko, Ivan (2021년 5월 23일). “Who Is Roman Protasevich, the Captive Journalist in Belarus?”. 《The New York Times》. 2021년 5월 26일에 확인함.